# قرية المقر

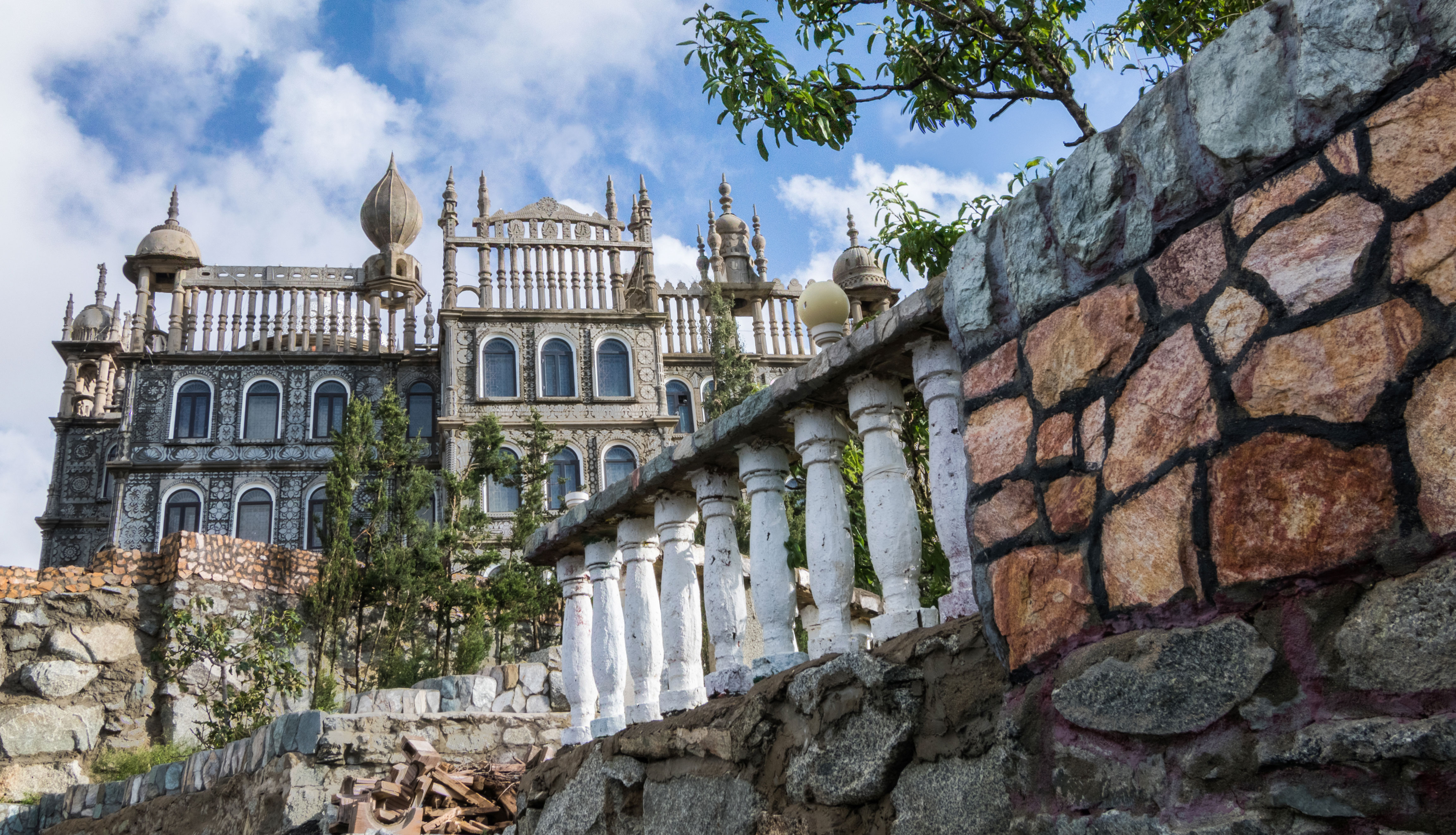
قصر المقر في النماص وهو أهم ما يميز القرية كمعلم تاريخي.

قرية المقر السياحية، تقع قرية المقر في محافظة النماص في منطقة عسير جنوب المملكة العربية السعودية وتتميز قرية المقر بموقعها حيث تقع علي مطل مرتفع في المنطقة، بالإضافة إلى أهم القصور التاريخية الموجودة في القرية وهو قصر المقر التاريخي الذي يتميز أيَضًا بأنه تحفة معمارية وهندسية وفنية.

## نبذة عن القرية
يعود بناء القرية قبل خمسة وثلاثون عامًا، حيث بدأ مؤسسها محمد المقر الشهري في بناء القرية مستخدمًا الحجار الطبيعية من جبال عسير، حيث بلغ عدد الحجار المستخدمة في بناء القرية حوالي مليوني حجر طبيعي، وذلك بهدف صنع قرية وتحفة فنية مستلهماً ذلك من الحضارة الإسلامية، والزخارف الإسلامية، ومستغلًا المنظر الطبيعي الخلاب الذي يطل عليه قصر المقر الذي يميز هذه القرية.

## أهم المعالم التاريخية في القرية
إن أهم ما يميز قرية المقر ويجعلها رمزًا من رموز السياحة في المملكة العربية السعودية، هو قصر المقر والذي بنى علي الطابع الإسلامي ويعكس الثقافة الحضارة الإسلامية، ويتبادر علي ذهن الزوار للقصر القصور الإسلامية في العصر الأموي والعباسي والأندلسي، وقد صمم القصر بطريقة تسمح للشمس بأن تدور حوله دورة كاملة من الشروق إلى الغروب وتدخل من جميع نوافذ القصر، يوجد به سبعة قبب تمثل قارات العالم السبعة، وبداخله 365 عامودًا تمثل أيام السنة، ويتكون القصر من ثلاثة أدوار، الأول والثاني منها يحتوي على قطع أثرية إسلامية حيث بلغ عدد القطع الأثرية الموجودة في القصر 18.000 قطعة أثرية، فالدور الأول يجسد حضارة الأندلس والعصر العباسي في فن الزخرفة النقش، والدور الثاني يختزل الحضارة الإسلامية من الصين شرقاً وحتى غرب إفريقيا، ليكتنز الدوران معاً 20 ألف قطعة أثرية، أما الدور الثالث، فيحتوي على سردٍ لتاريخ المخطوطات الإسلامية في الطب والفلك والرياضيات وععلم الفرائض واللغة العربية والمذاهب الإسلامية، ويعتبر القصر السجل الأول في التاريخ الإسلامي للمخطوطات المكتوبة باليد للقرآن الكريم، به أكثر من ألف مخطوطة قرآن كريم لألف عالم في ألف تاريخ مختلف.